# ستيفن هولاند
ستيفن هولاند (بالإنجليزية: Stephen Holland) هو سباح أسترالي، ولد في 31 مايو 1958 في بريزبان في أستراليا.

## روابط خارجية
- ستيفن هولاند على موقع IMDb (الإنجليزية)
- ستيفن هولاند على موقع الاتحاد الدولي للسباحة (الإنجليزية)
- ستيفن هولاند على موقع SwimRankings.net (الإنجليزية)
- ستيفن هولاند على موقع قاعة مشاهير السباحة العالمية (الإنجليزية)
- ستيفن هولاند على موقع اللجنة الأولمبية الدولية (الإنجليزية)
- ستيفن هولاند على موقع أوليمبيديا (الإنجليزية)
- ستيفن هولاند على موقع اللجنة الأولمبية الأسترالية (الإنجليزية)
- ستيفن هولاند على موقع اتحاد ألعاب الكومنولث (مؤرشف) (الإنجليزية)